# Флипин (Арканзас)
Флипин (енгл. Flippin) град је у америчкој савезној држави Арканзас.

## Демографија
По попису из 2010. године број становника је 1.355, што је 2 (-0,1%) становника мање него 2000. године.
| Група             | 2000.         | 2010.         |
| Белци             | 1.294 (95,4%) | 1.290 (95,2%) |
| Афроамериканци    | 6 (0,4%)      | 0 (0,0%)      |
| Азијати           | 4 (0,3%)      | 4 (0,3%)      |
| Хиспаноамериканци | 11 (0,8%)     | 29 (2,1%)     |
| Укупно            | 1.357         | 1.355         |